# Vattugatan

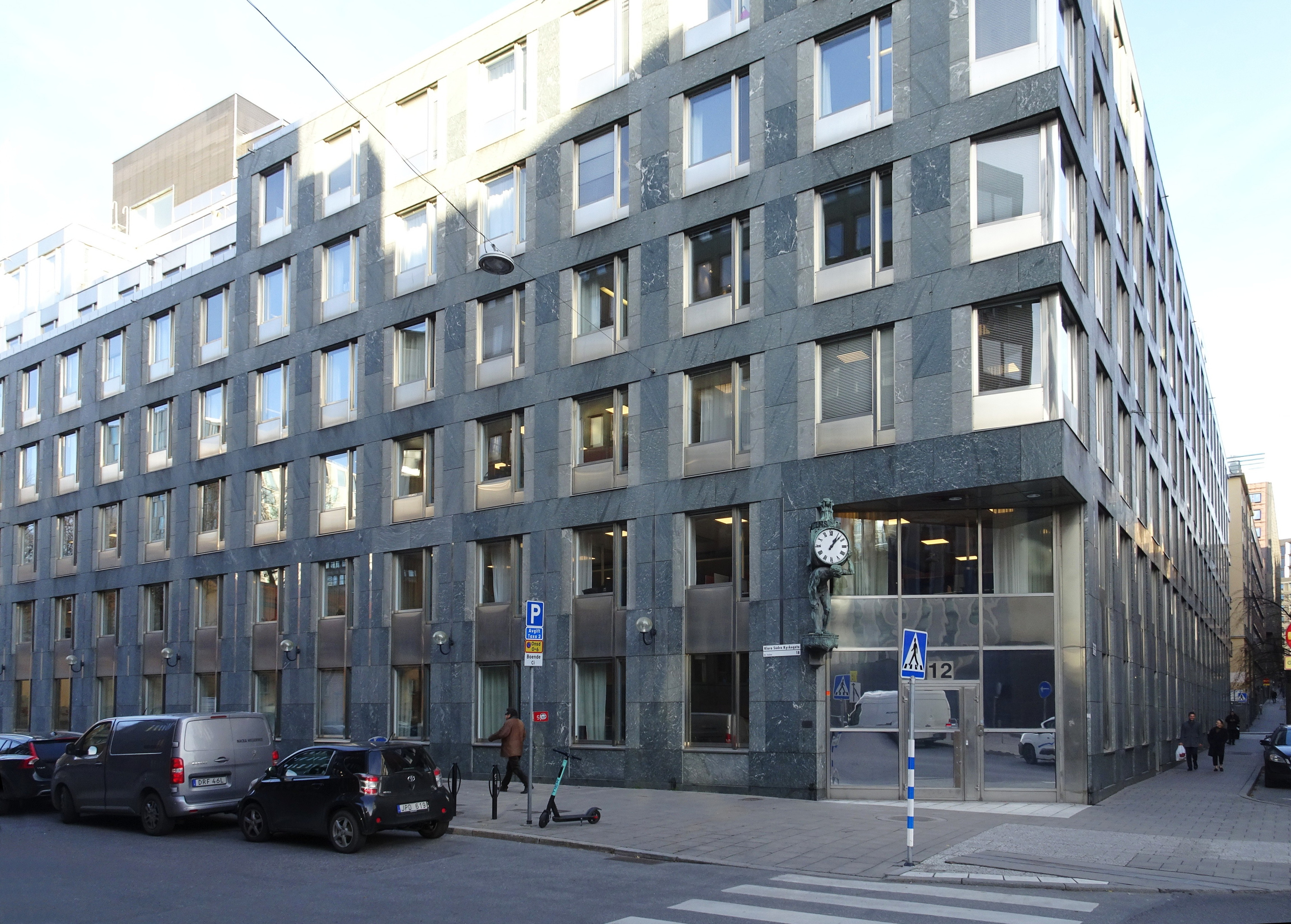
Hörnhuset Vattugatan / Klara södra kyrkogata i november 2019.

Vattugatan är en gata i stadsdelen Norrmalm i centrala Stockholm. Gatan sträcker sig från Brunkebergstorg till Centralbrons påfart i höjd med Stockholms centralstation. 

## Historik

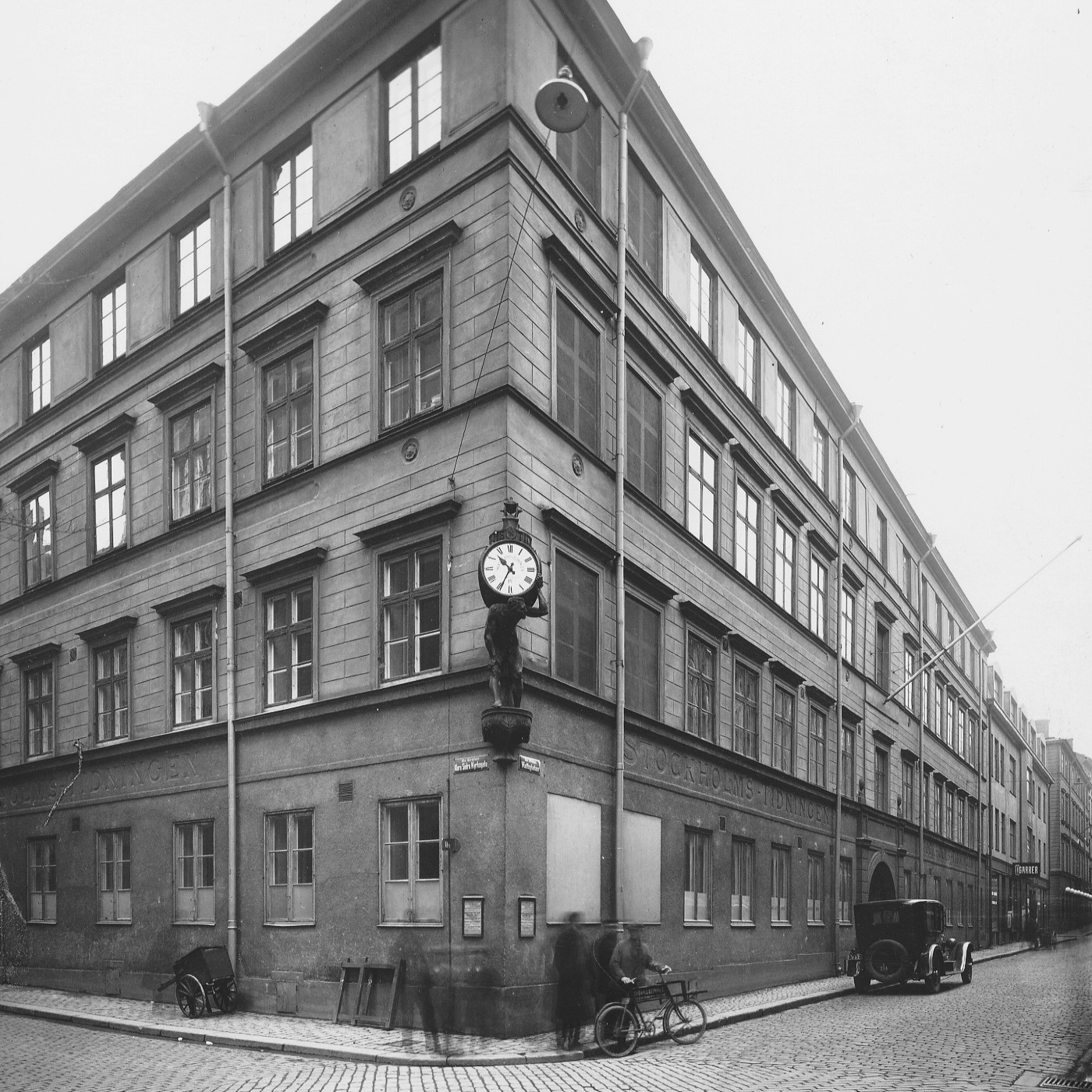
Hörnhuset Vattugatan / Klara södra kyrkogata i kvarteret Svalan på 1920-talet.

Namnet Vattugatan fastställdes 1926, innan dess hette gatan  Stora Vattugatan (1857) och på 1660-talet kallades den Stora Wattugränden. 1926 ändrades även Stora Vattugatans parallellgata, Lilla Vattugatan, som fick namnet Herkulesgatan. Förleden Vattu- kom från att gatan gick ner till  Klara sjös vatten. 1670 hette Vattugatans och Herkulesgatans föregångare Stora respektive Lilla Vattugränden. Fortfarande 1827, som Karta Öfwer Clarasjö visar, slutade båda gränderna vid Klara sjös strand. Där finns numera Vasagatan, Järnvägsparken och Stockholms central. Hela området utfylldes i samband med tillkomsten av Stockholms centralstation i slutet av 1800-talet. I kvarteret Svalan (Vattugatan / Klara södra kyrkogata / Klara östra kyrkogata) låg Gernandts förlag och senare Stockholms-Tidningen och Aftonbladet.

## Gatan i förändring
I samband med Norrmalmsregleringen förändrades Vattugatan och Herkulesgatan totalt, när Klaratunneln byggdes och Herkulesgatans samt Vattugatans västliga delar blev till på- och avfartsramper för Centralbron. I hörnet vid Klara södra kyrkogata fanns Aftonbladets och Stockholms-Tidningens byggnad. Tidningshuset revs inte i samband med Norrmalmsregleringen utan fanns kvar till 1989. Här uppfördes i början av 1990-talet ett stort kontorskomplex efter ritningar av Tengbom arkitekter (se fastigheten Svalan 9).
I april 1967 gapar ett stort rivet område i kvarteren Wahrenberg och Elefanten från Brunkebergstorg ner mot Vasagatan. I kvarteret Elefanten, som ligger mellan Vattugatan och Herkulesgatan, byggdes sedan Klaratunneln och ovanpå ett stort parkeringshus, Parkeringshuset Elefanten, hela kvarteret var färdigbyggt 1973. 
I början av 2000-talet revs parkeringshuset och bostäder uppfördes istället. Syftet var att skapa bostäder och samtidigt förbättra miljön och stadsbilden samt höja den arkitektoniska kvalitén. I kvarteret Elefanten är bostäderna idag bostadsrätter, medan i kvarteret Wahrenberg finns hyresrätter.

## Bilder

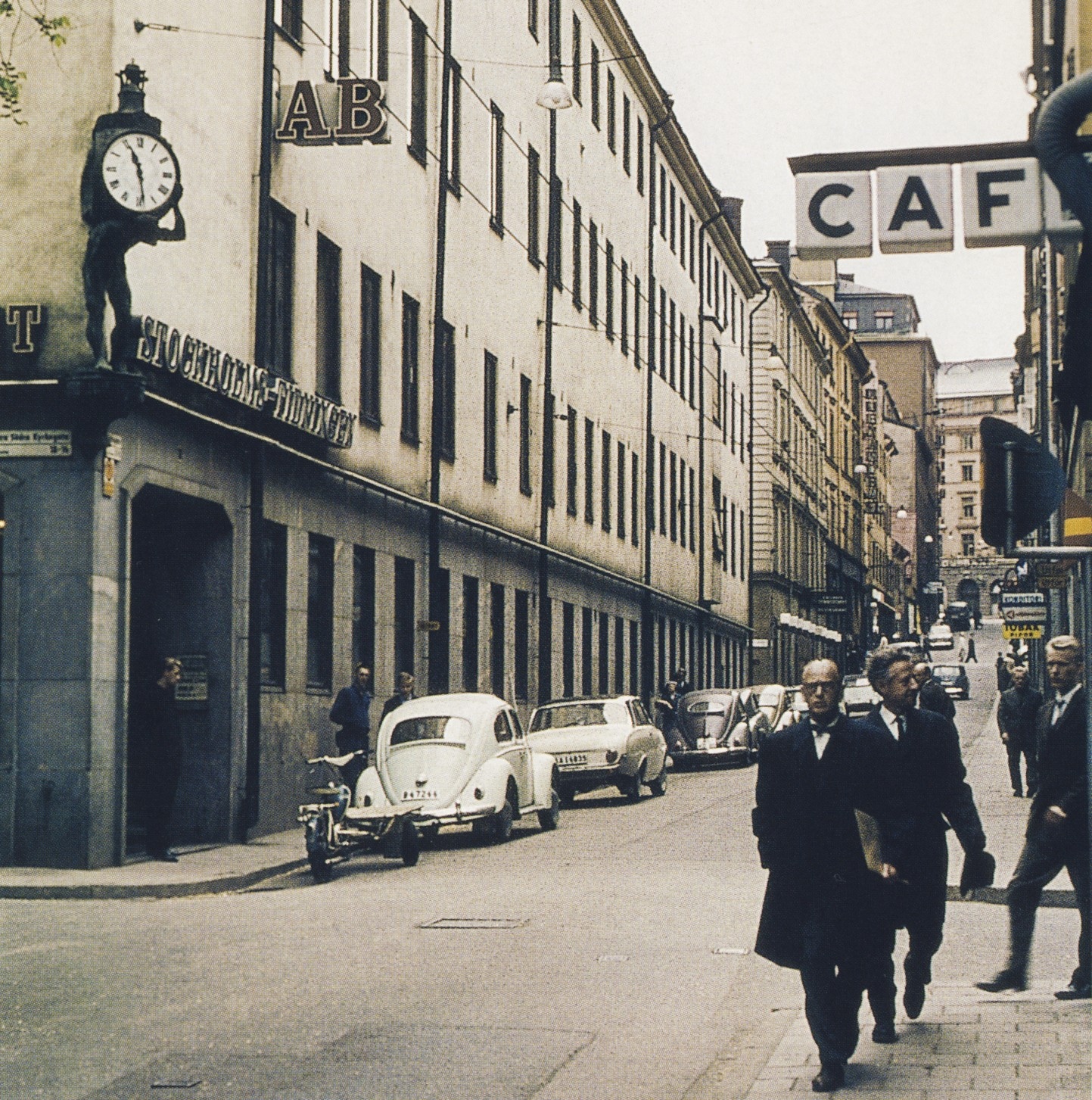
Vattugatan mot öst 1964.
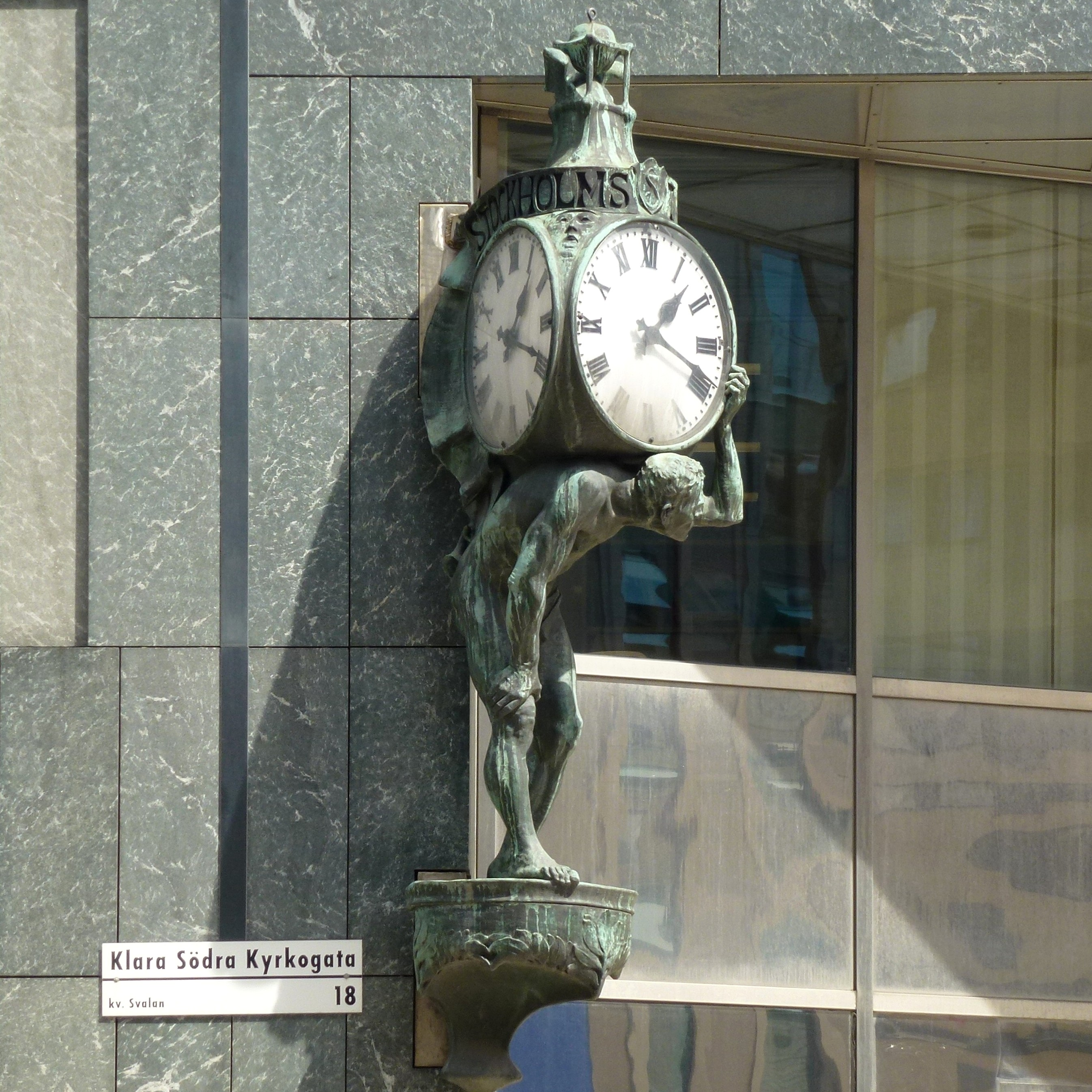
Stockholms-Tidningens klocka.
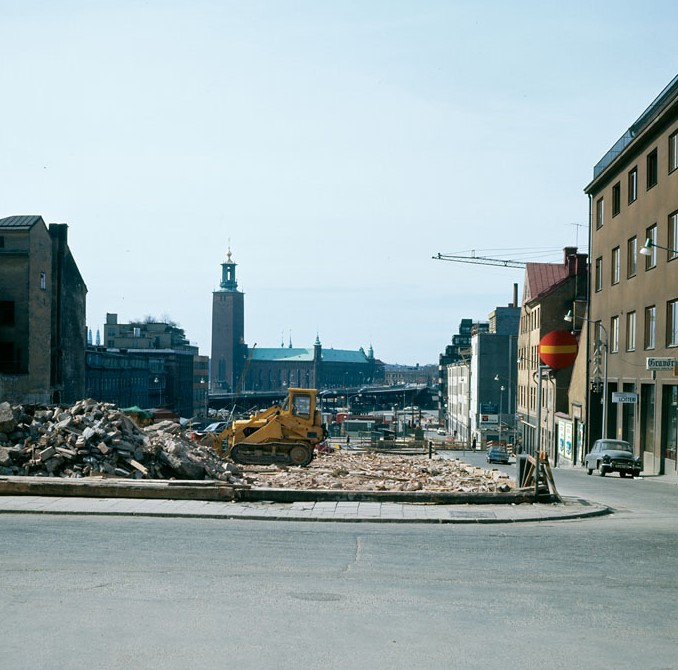
Kv. Wahrenberg mot väst 1967.
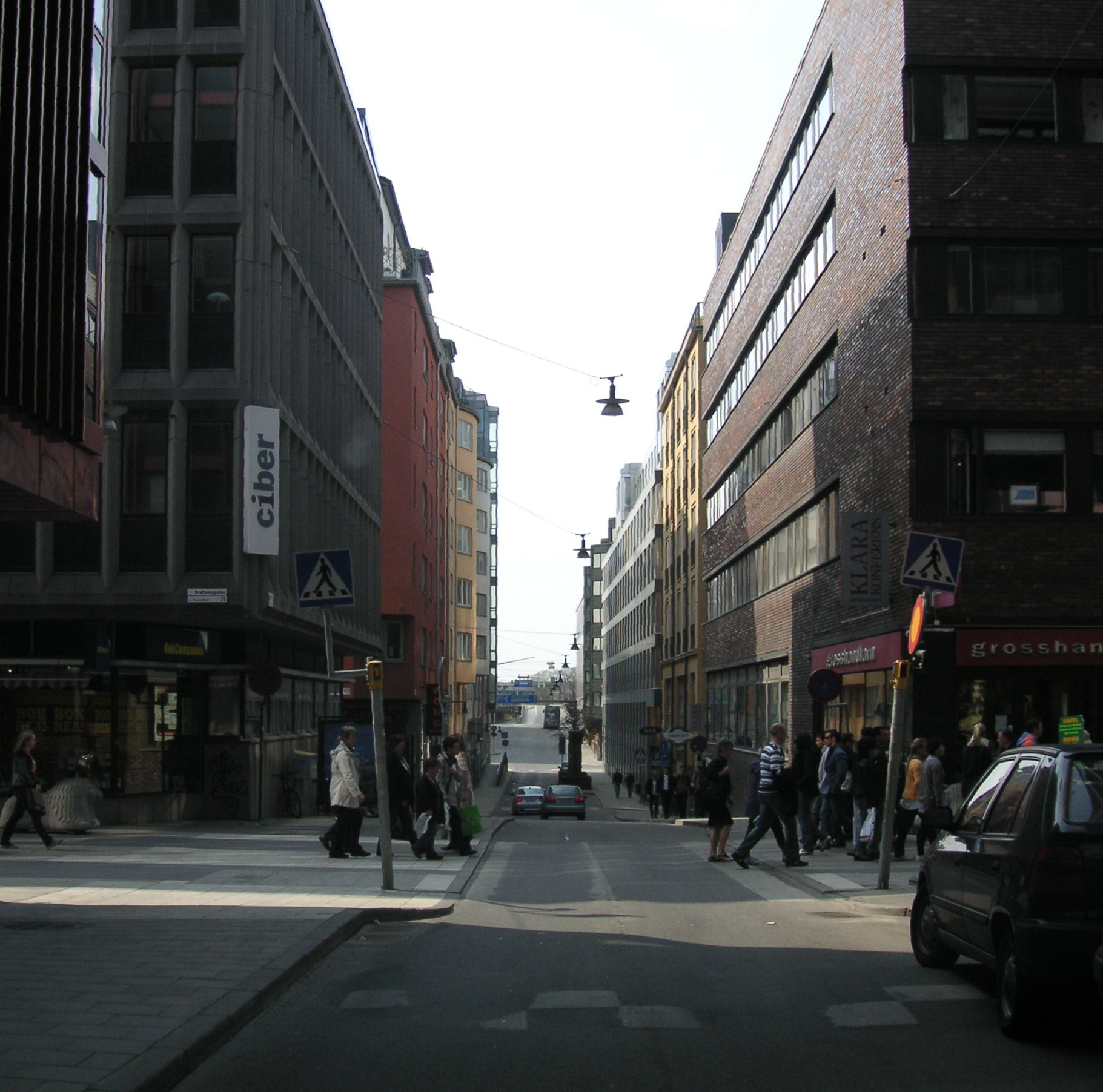
Vattugatan mot väst 2008.
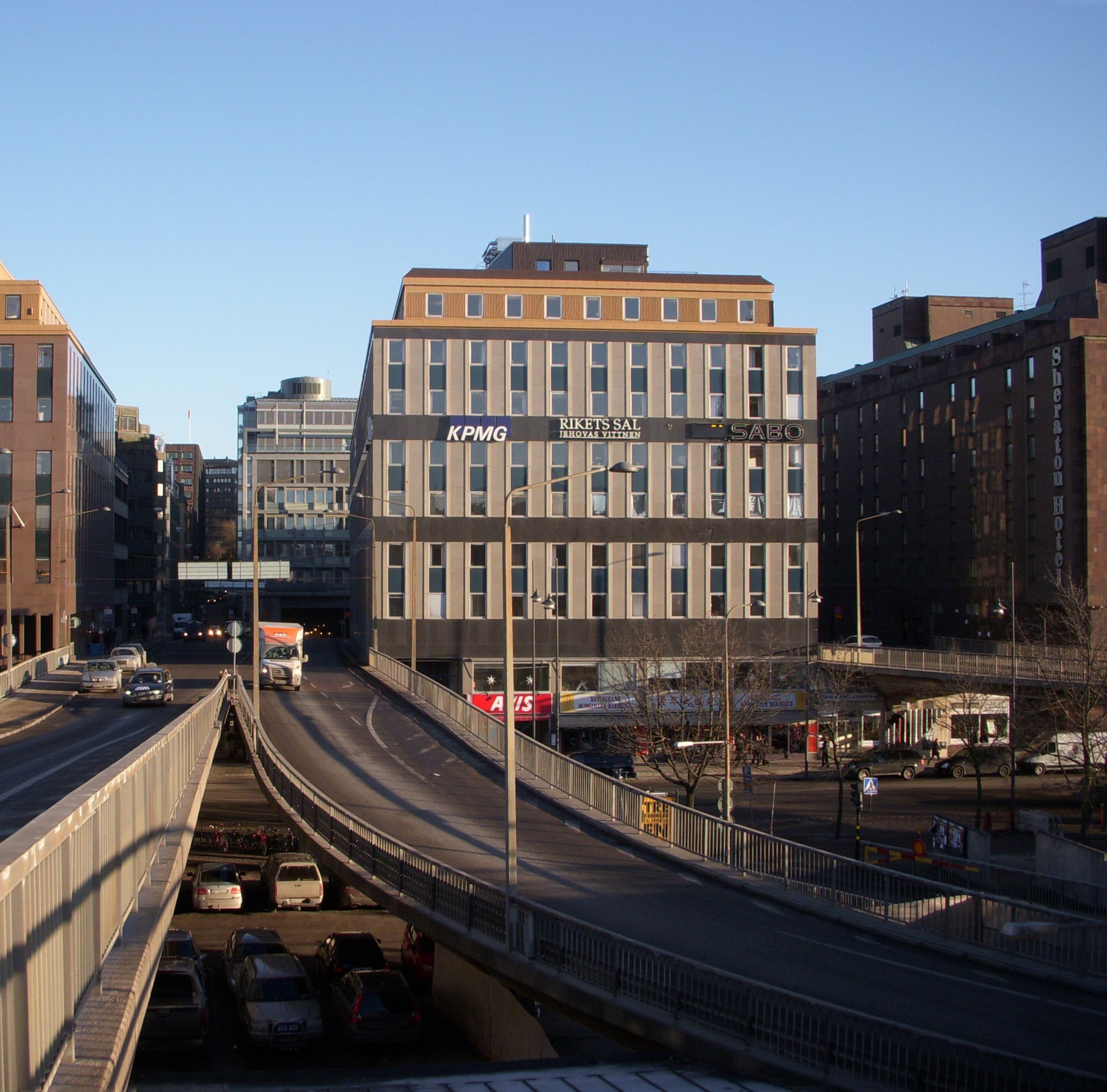
Vattugatan mot öst 2008.